# Иов (Акиашвили)
Митрополи́т И́ов (груз. მიტროპოლიტი იობი, в миру Елгу́джа Зура́бович Акиашви́ли, груз. ელგუჯა ზურაბის ძე აქიაშვილი; 29 мая 1960, село Сно, Казбегский район) — епископ Грузинской православной церкви, митрополит Урбнисский и Руисский.

## Биография
В 1983 года окончил аграрно-экономический институт.
3 января 1988 года был пострижен в монашество с именем Иов, 19 января рукоположен во иеродиакона, а 29 февраля того же года — во иеромонаха.
В 1989 году выпустился из Мцхетской духовной семинарии.
21 сентября 1989 года возведен в сан игумена, а в 1990 году — архимандрита.
17 мая 1992 года хиротонисан во епископа Манглисского.
25 декабря 1992 года назначен епископом Батумским и Шемокмедским.
В 1995 году в связи с созданием Шемокендской епархии титул изменён на «Батумский».
21 октября 1996 года был возведен в достоинство архиепископа и переведен на Урбнисскую и Руисскую кафедру.
В декабре 2000 года возведён в сан митрополита.
В 1996—2003 годах патриарший хорепископ.
С 2003 года — председатель Комитета по исследованию и редакции богослужебных текстов Грузинской Патриархии.